# 阿拉贾粥厂清真寺
阿拉贾粥厂清真寺（Alaca Imaret Mosque）或伊沙克帕夏清真寺（Ishak Pasha Mosque）是希腊塞萨洛尼基的一座15世纪鄂圖曼建筑清真寺。

## 建筑
它是由伊沙克帕夏下令，建于1484年或1487年。这是一个附设慈善公共廚房的清真寺。清真寺和粥厂都不再使用。清真寺是常见的早期奥斯曼建筑，祈祷大厅上有两个大圆顶，门廊有五个较小的圆顶。它有一个叫拜楼，在1912年塞萨洛尼基被希腊军队解放后被毁，成为现代希腊国家的一部分，现在正在修复。